# Типові вокзали залізниці Київ — Полтава
Для залізниці Дарниця — Полтава-Київська, побудованої в 1901, було спроєктовано і збудовано кілька типових станційних вокзалів у стилі історизм.

## Опис
Три проєкти будівель: один двоповерховий і два схожих одно-два-поверхових. На першому поверсі розміщується зал очікування і станційні приміщення, на другому розміщувалися квартири залізничників.

### Двоповерховий варіянт
Т-подібна в пляні будівля, прикрашена стриманим цегляним декором. Чоловий фасад
симетричний, по вісі симетрії розміщений головний вхід, що підкреслений ризалітом. Вхід до житлової частини знаходиться на дворовому фасаді. Кути будівлі підкреслені широкими лопатками. Об’єми першого та другого поверхів розділяє масивний
зубчастий пояс. Віконні та дверні отвори мають півциркульне завершення, яке у вікон другого поверху прикрашено широкими лиштвами. На дворовому фасаді розміщений видовжений ризаліт, в об'ємі якого розташовані сходи на другий поверх. Стіни вінчає цегляний карниз. Дах вальмовий.

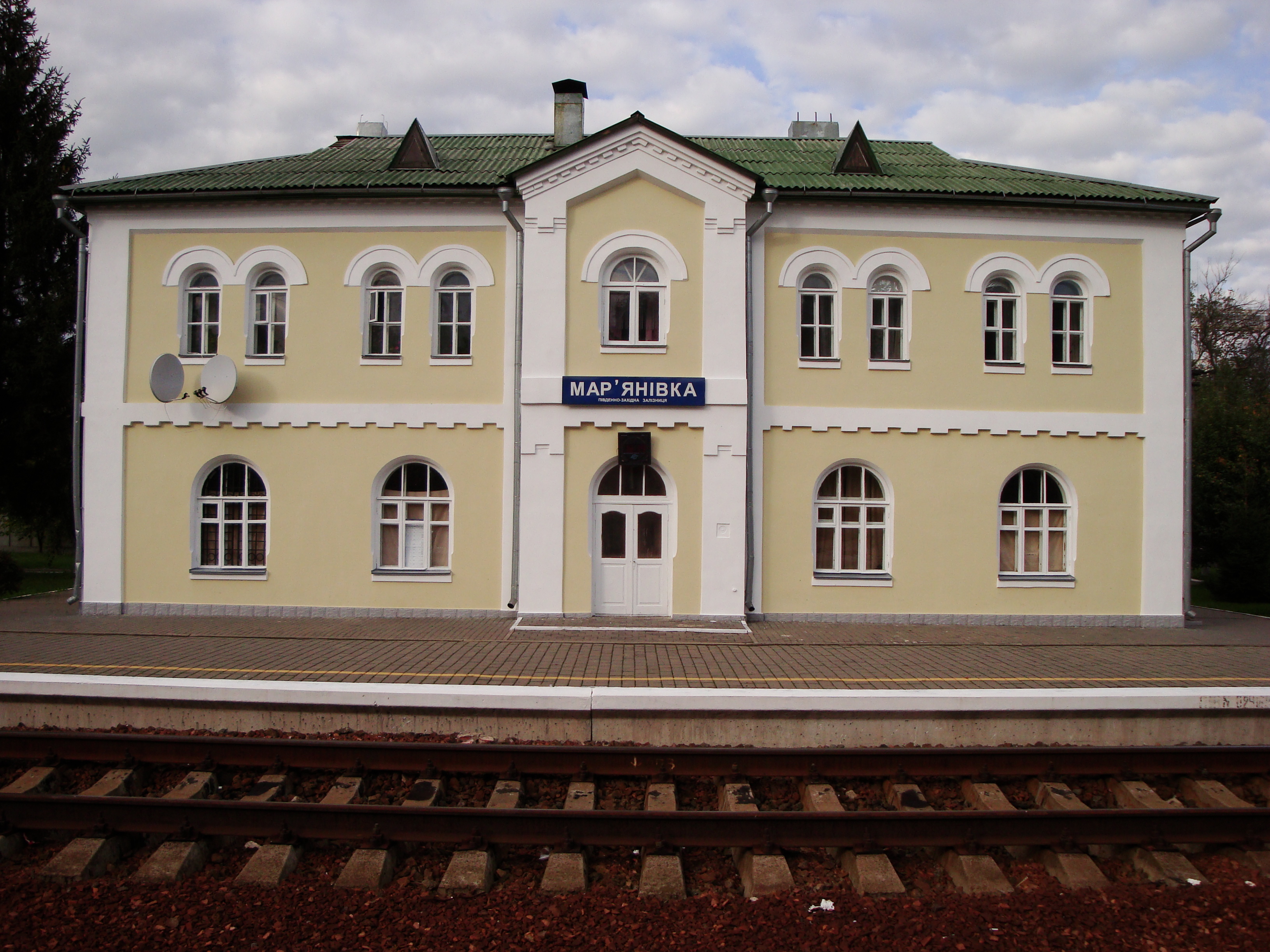
Мар'янівка
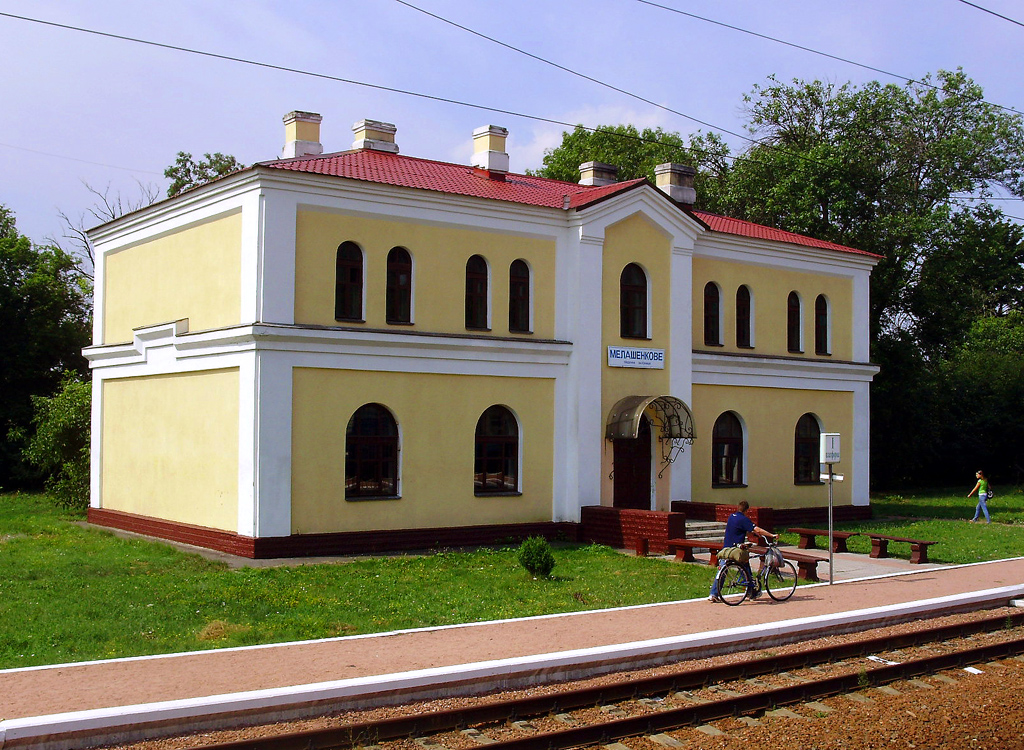
Милашенкове
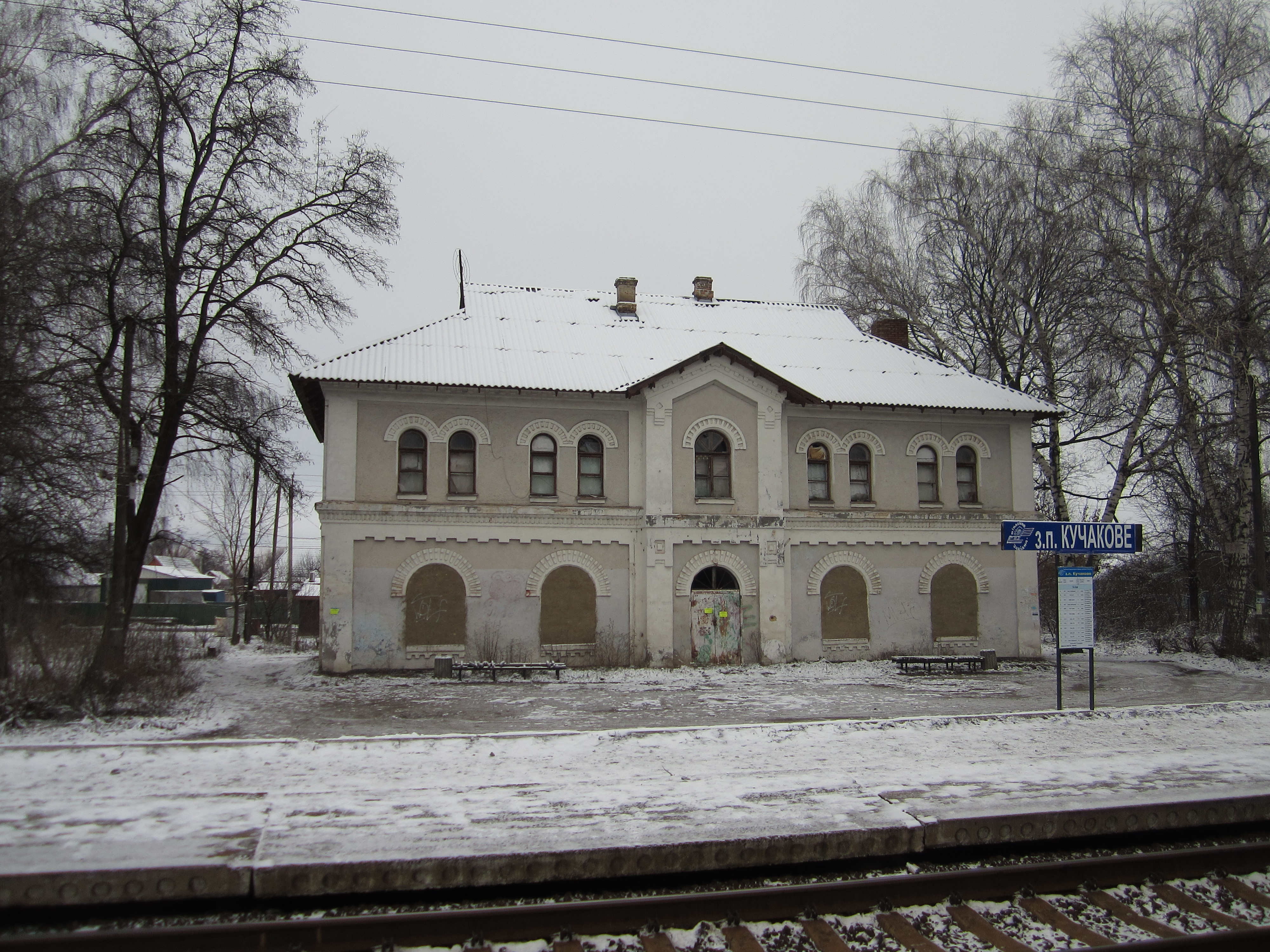
Кучакове

Також вокзали Вили, Братешки і колишня будівля вокзалу Кононівка.

### Одно-дво-поверховий варіянт
Прямокутна в пляні будівля довжиною 8 віконних кроків, два середніх з них це двері в одному варіянті або склена вхідна група з щипцем в иншому. Другий поверх несиметричний першого шириною три вікна. З двоповерхового торця посередині утворений ризаліт шириною два вікна. Віконні і дверні отвори першого поверху напівкруглі, оформлені лиштвами. Довгі фасади однакові. Кути оздоблені лопатками, під дахом зубчастий фриз. Дах вальмовий.

#### Варіант з двома дверима або вікном і однима дверима

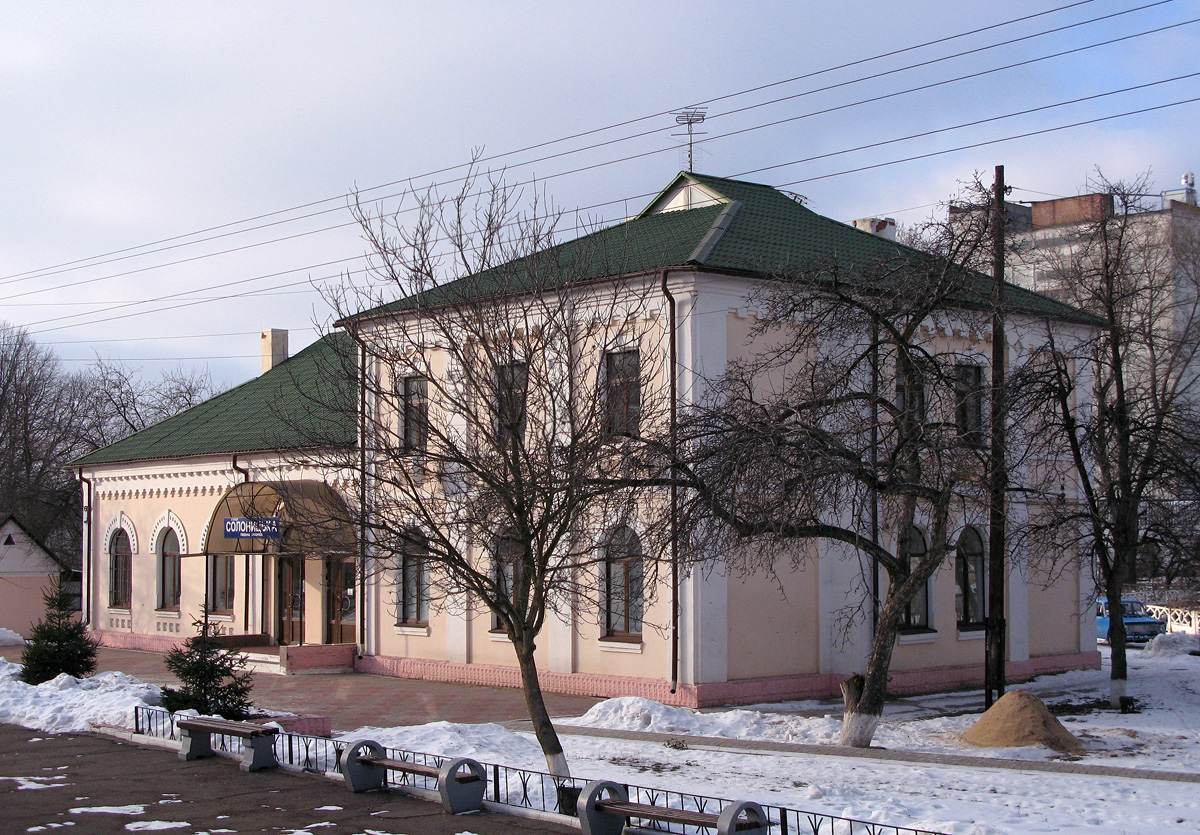
Солоницька
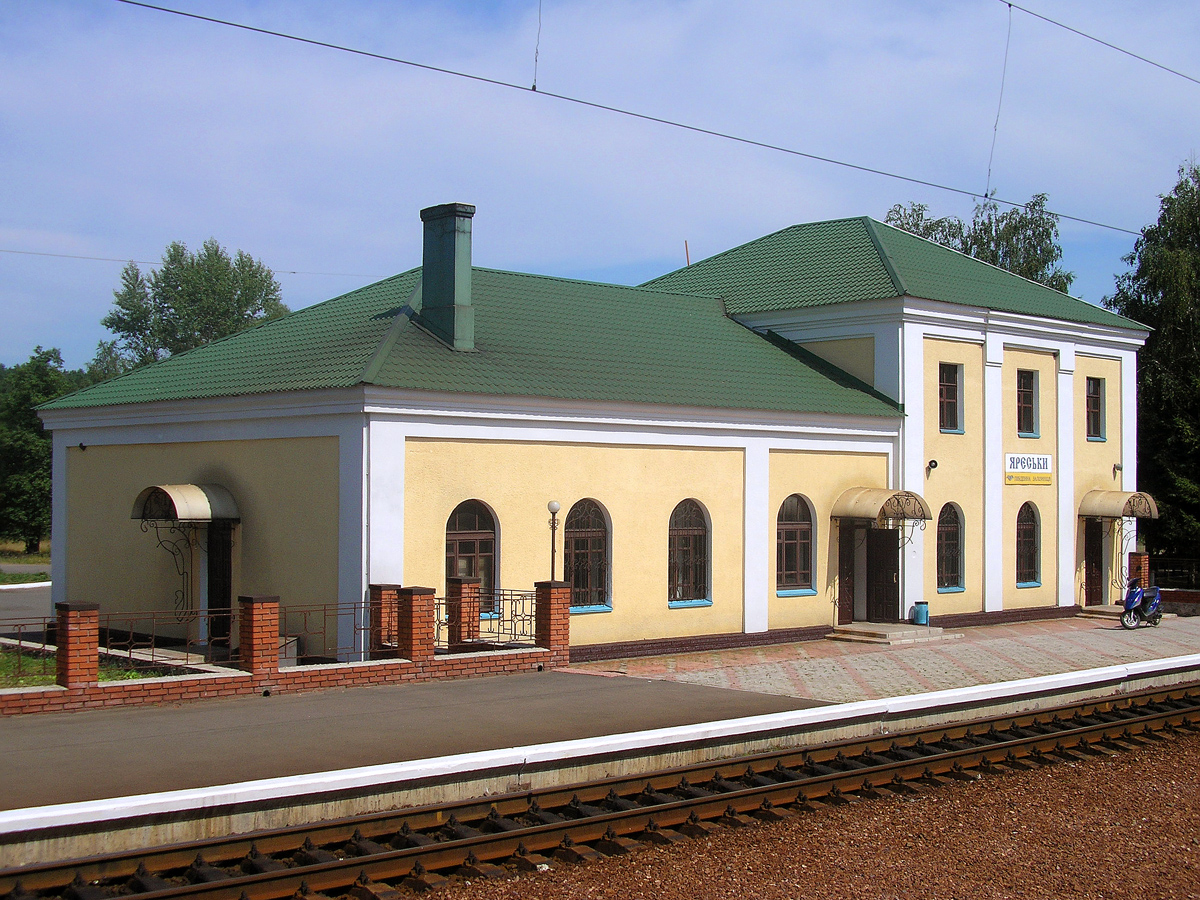
Яреськи
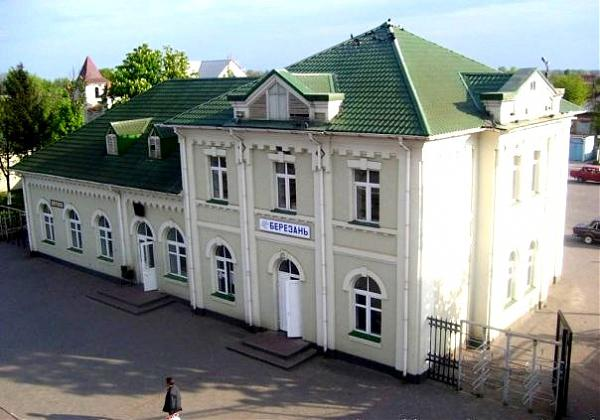
Березань
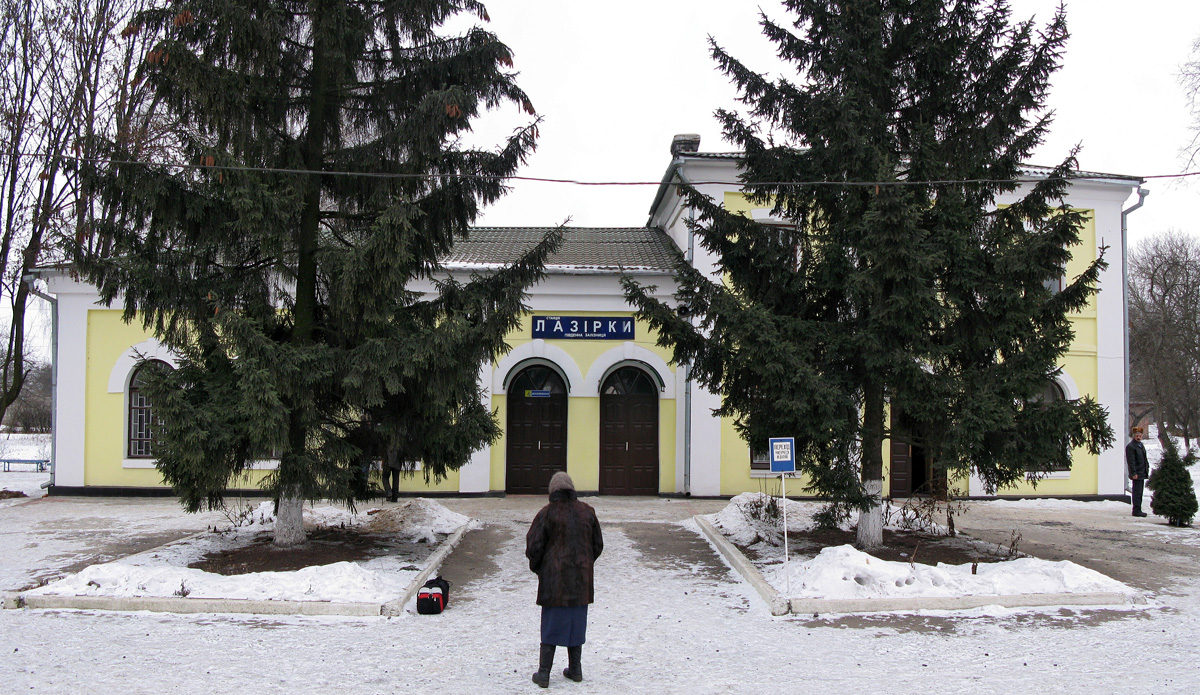
Лазірки
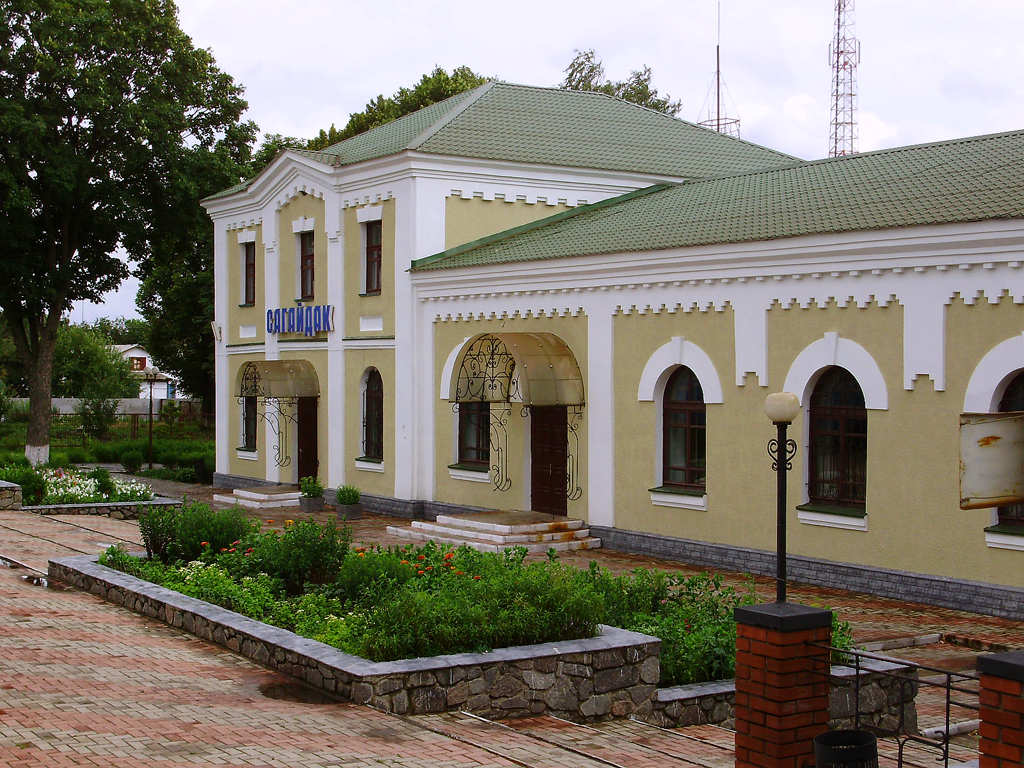
Сагайдак
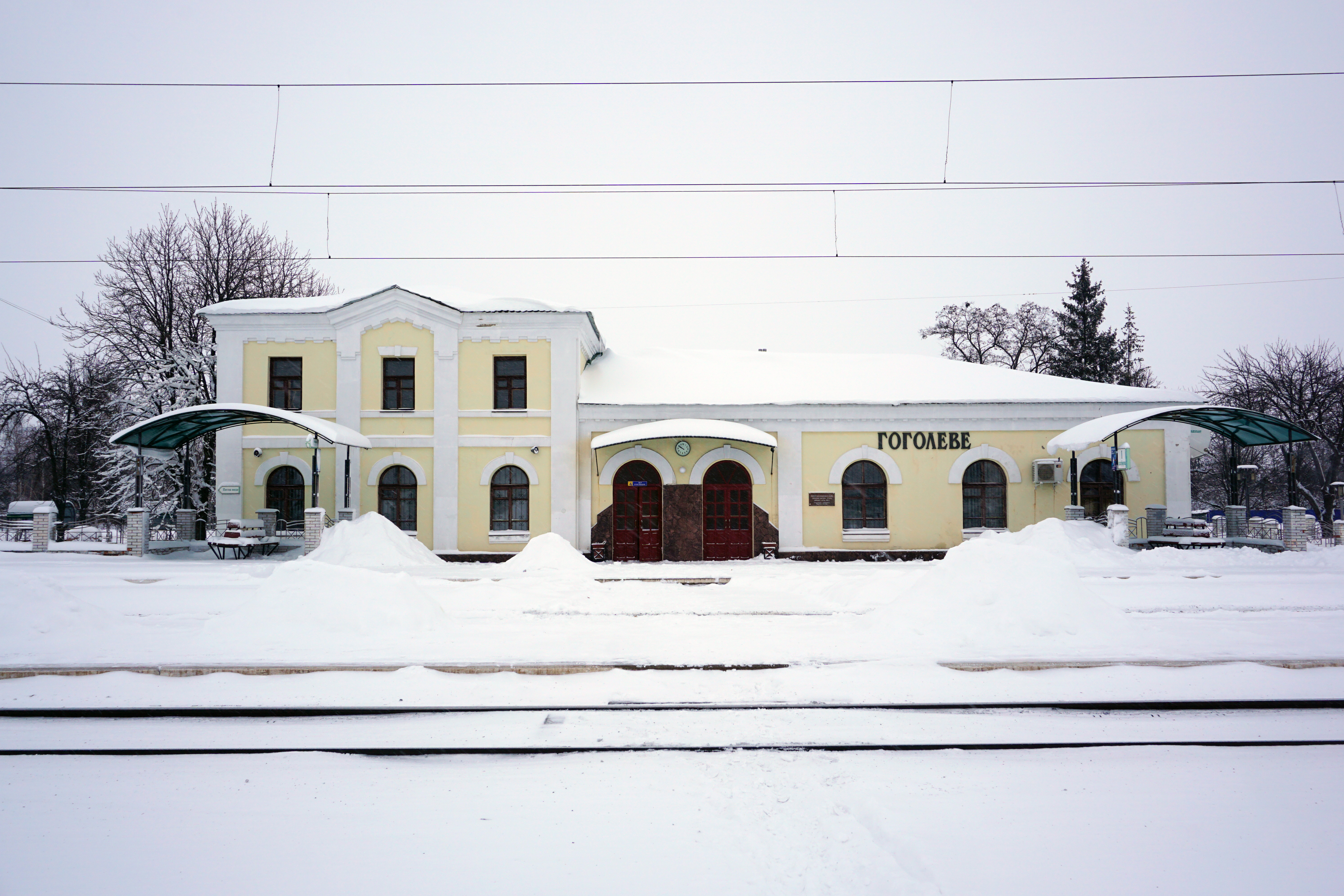
Гоголеве

Також Решетилівка і Дарниця зруйнований у Другу світову війну.
Вокзал станції Яготин - збільшена версія цього варіанту. Середня частина двоповерхова, двоповерхових крил два, тому споруда симетрична.

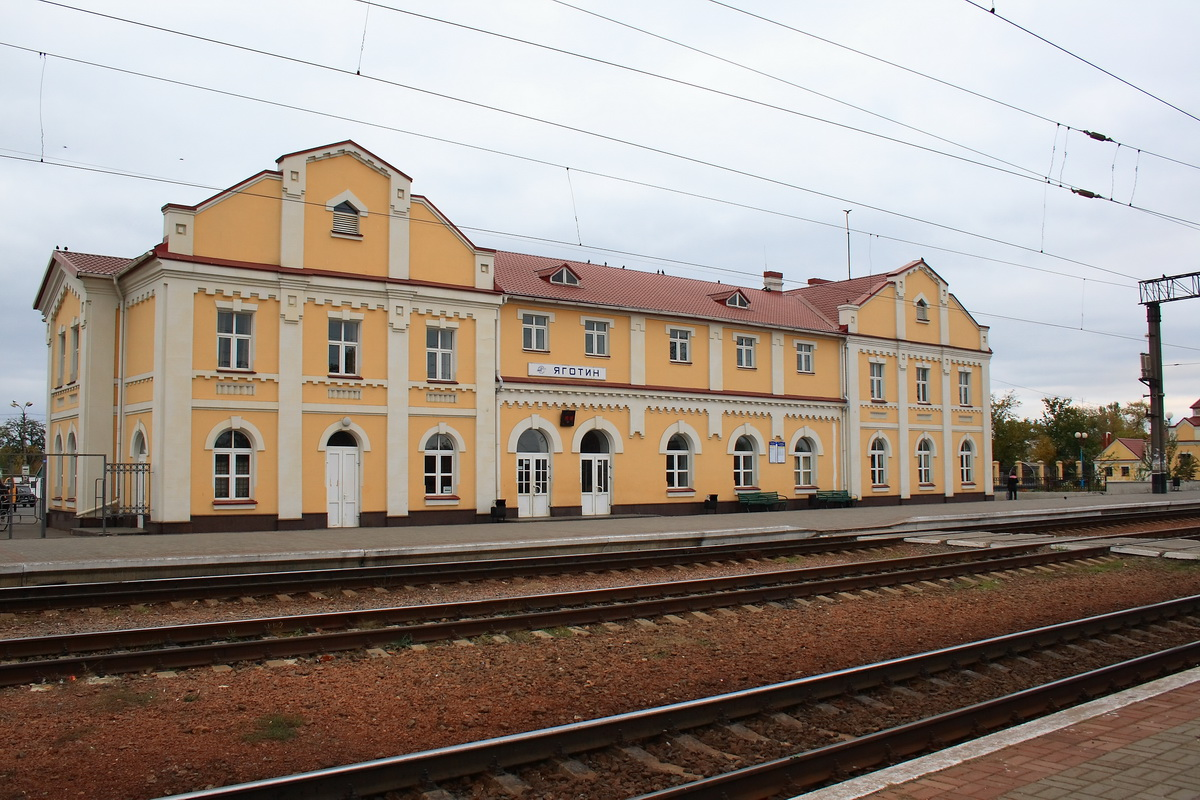
Яготин

#### Варіант з великим вікном і дверима

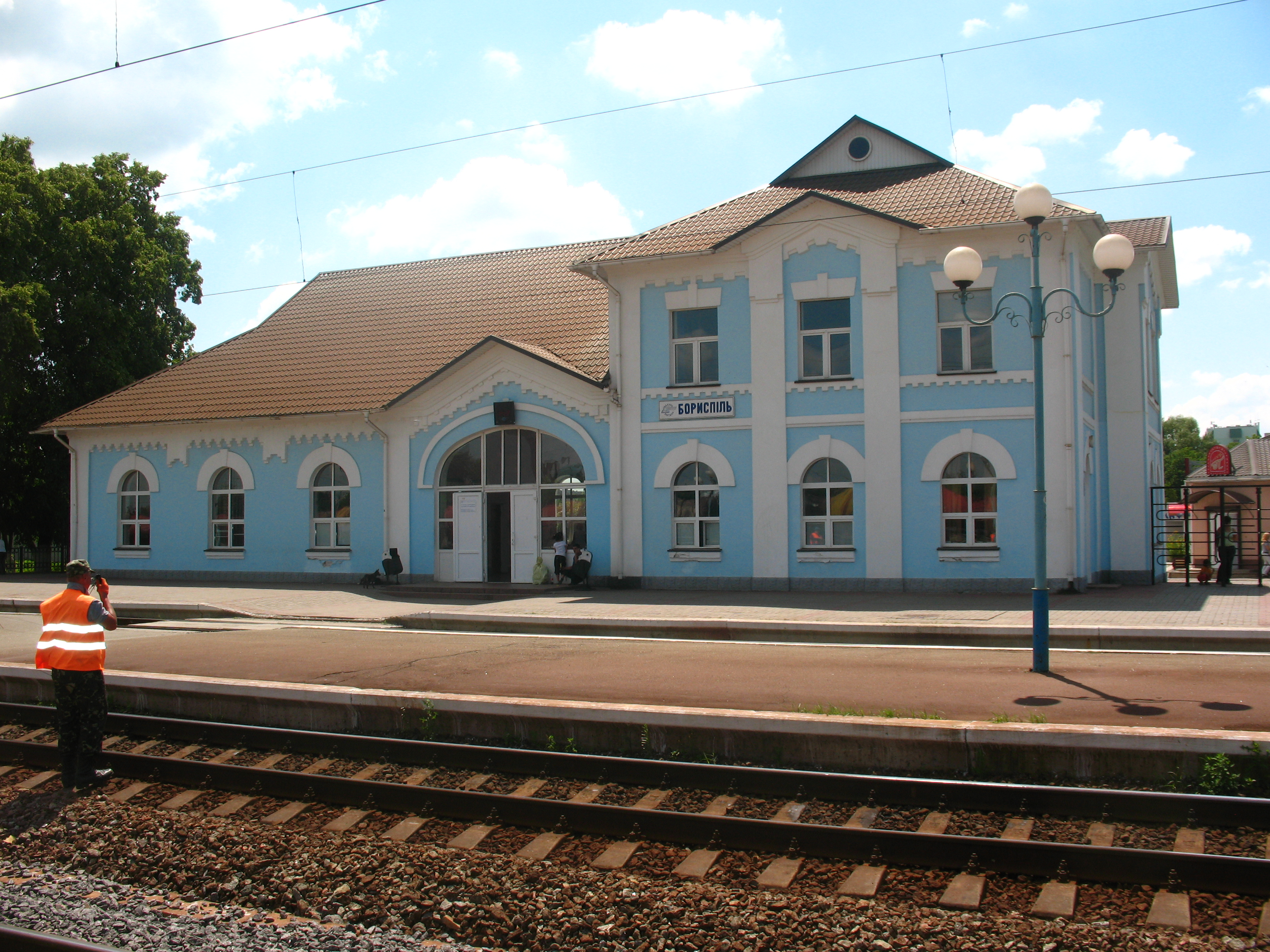
Бориспіль
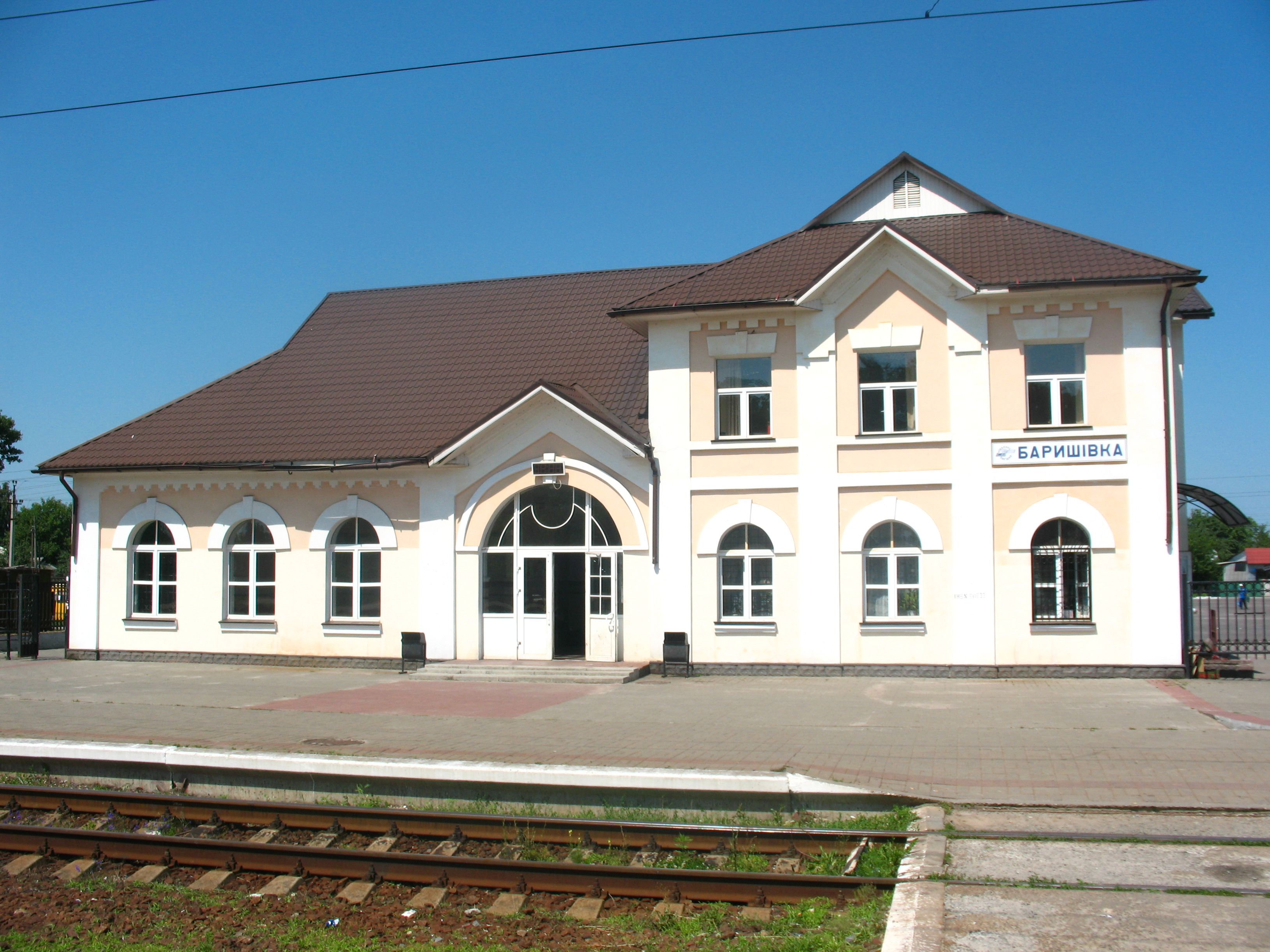
Баришівка
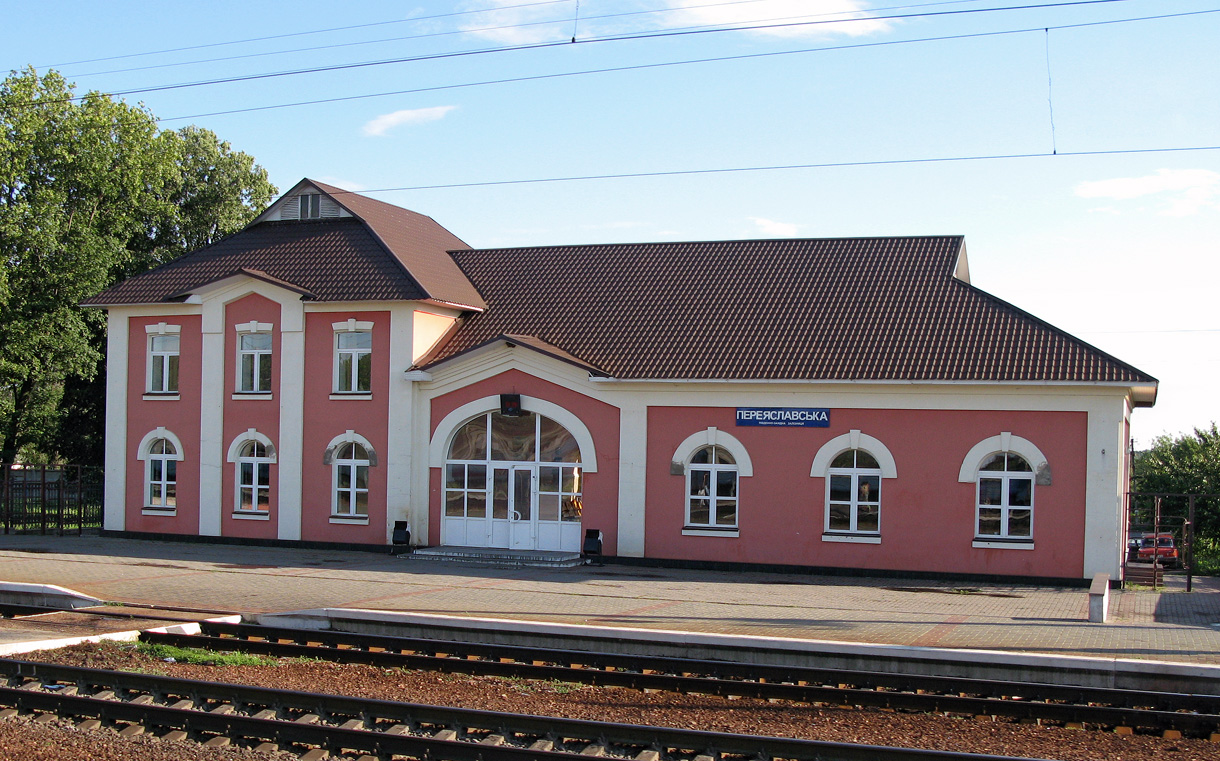
Переяславська

## Джерело
І. Ю. Биков. 117. Будинок залізничної станції «Мар’янівка» // Звід пам'яток історії та культури України: Полтавська область / Полтавський краєзнавчий музей імені Василя Кричевського. — Харків — Полтава : Майдан, 2021. — Т. Гребінківська міська територіальна громада. — С. 143—144. — 150 прим. — ISBN 978-966-372-831-5.